# HD 202206
HD 202206 ist ein Hauptreihenstern der Spektralklasse G6 im Sternbild Steinbock. Er wird von zwei substellaren Begleitern umrundet.
Nach Messungen des Satelliten Hipparcos beträgt die Parallaxe des Sterns 22 Millibogensekunden, was einer Entfernung von 45 Parsec entspricht. Die scheinbare visuelle Helligkeit von HD 202206 beträgt 8,1 mag. Der Stern ist etwa 5,4 Milliarden Jahre alt, seine Masse ist um etwa 13 Prozent höher als die der Sonne, der Radius fast genau gleich groß. Er weist eine deutlich höhere Metallizität auf als die Sonne.

## Substellare Begleiter
Nach Messungen der Radialgeschwindigkeit wurde im Jahr 2002 ein substellares Objekt mit mindestens der 17-fachen Jupitermasse in einem Orbit um den Zentralstern entdeckt. Wahrscheinlich handelt es sich bei dem Objekt mit der Bezeichnung HD 202206 b / HD 202206 B um einen Braunen Zwerg. HD 202206 B umkreist den Hauptreihenstern in 256 Tagen auf einer sehr exzentrischen Umlaufbahn in einer mittleren Entfernung von 0,8 Astronomischen Einheiten.
Nach weiteren Messungen wurden 2004 die Daten eines weiteren Begleiters veröffentlicht. Der zweite Begleiter, HD 202206 c, hat mindestens die 2,4-fache Jupitermasse und umkreist HD 202206 in 1400 Tagen auf einer ebenfalls sehr exzentrischen Bahn in einer mittleren Entfernung von 2,5 Astronomischen Einheiten. Die beiden Begleiter stehen in einer 5:1-Bahnresonanz.